# Pointe inférieure de Tricot
La pointe inférieure de Tricot est un sommet du massif du Mont-Blanc culminant à 2 830 mètres.

## Géographie
La pointe inférieure de Tricot se situe dans le massif du Mont-Blanc et culmine à 2 830 mètres d'altitude. Elle est le plus petit sommet de la chaîne des aiguilles de Bionnassay, dont le point culminant est l'aiguille de Bionnassay.